# 犬山口站
犬山口站（日语：／ Inuyamaguchi eki */?）是一個位於日本愛知縣犬山市犬山末友，屬於名古屋鐵道犬山線的鐵路車站。車站編號為IY14。

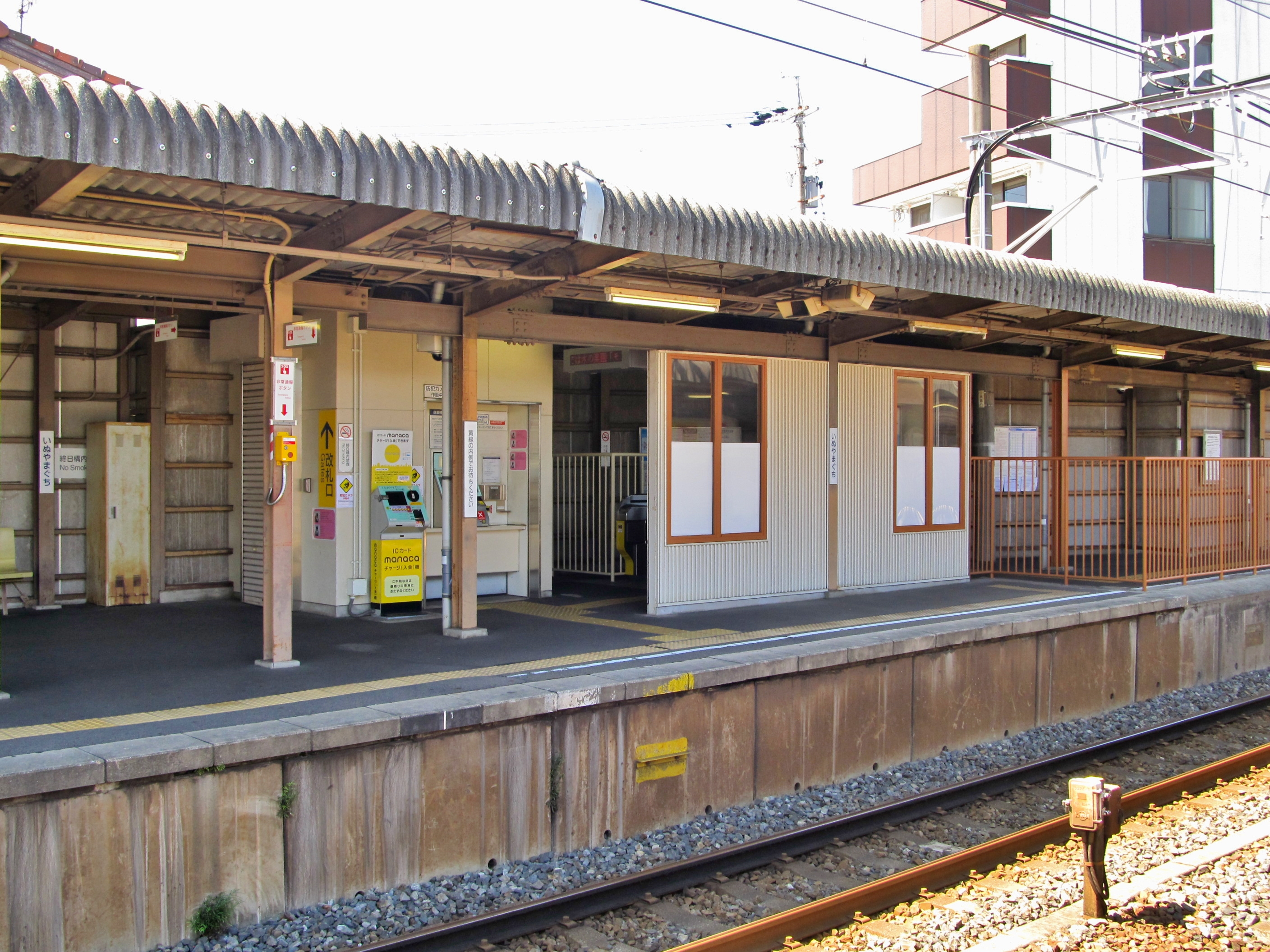
往名古屋方向的檢票口（2022年7月）

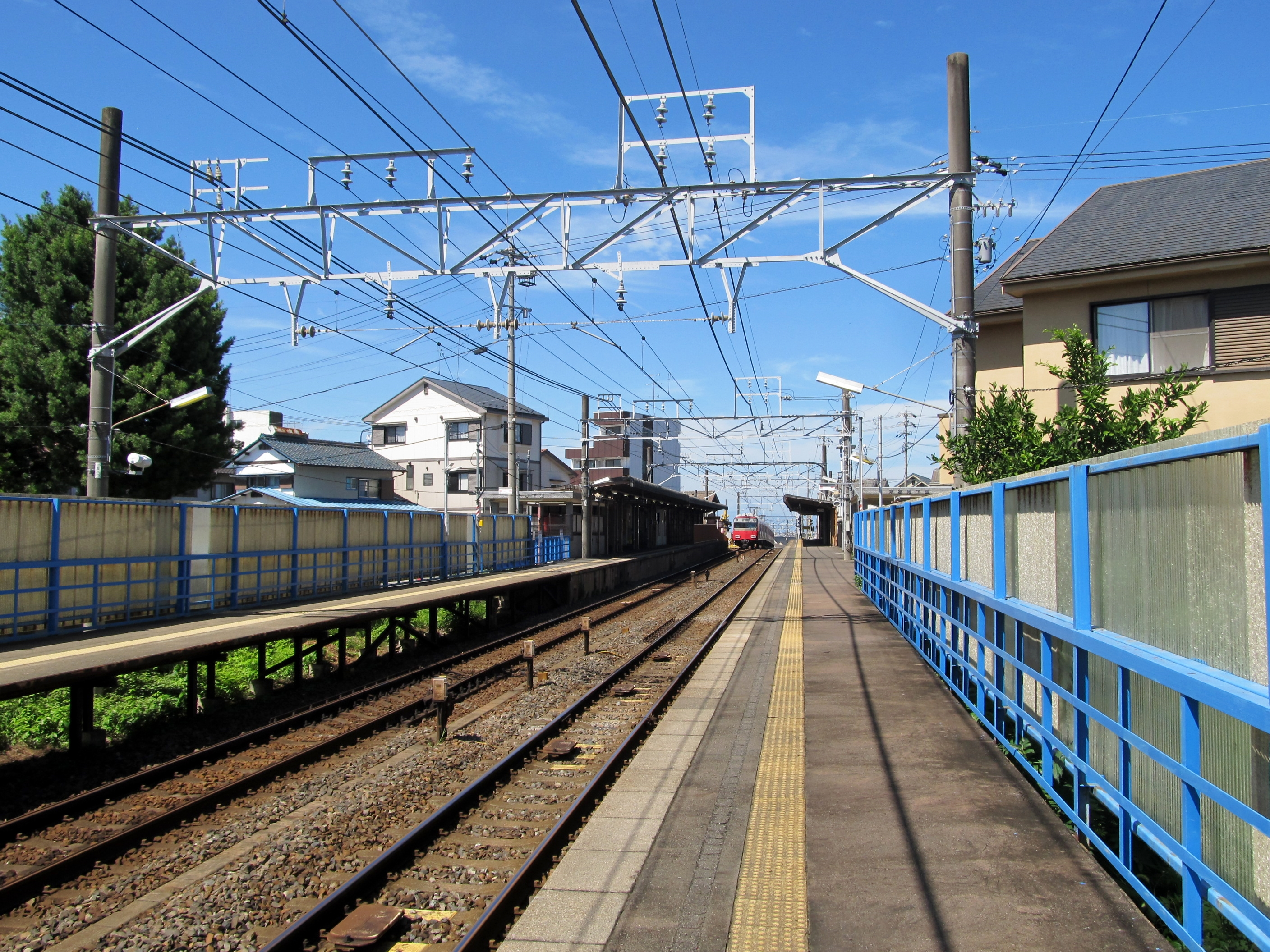
月台全景（2022年7月）

## 車站構造
對向式月台2面2線地面車站。
| 月台 | 路線   | 方向 | 目的地               |
| ---- | ------ | ---- | -------------------- |
| 1    | 犬山線 | 下行 | 犬山、名鐵岐阜方向   |
| 2    | 犬山線 | 上行 | 名鐵名古屋、金山方向 |

### 配線圖
| ← 岩倉、 名古屋方向 | 木津用水站 構內配線略圖 | → 犬山、 新鵜沼方向 |
| 图例 参考文献：     |                         |                     |

## 相鄰車站
名古屋鐵道
 犬山線
□μ-SKY、□快速特急、■特急
通過
□快速急行、■急行
通過
■準急、■普通
木津用水（IY13）－犬山口（IY14）－犬山（IY15）

## 外部連結
- 犬山口 - 名古屋鐵道